# Roland Niczuly
Roland Niczuly (n. 21 septembrie 1995, Târgu Secuiesc, Covasna, România) este un fotbalist român, care joacă pe post de portar la Sepsi în SuperLiga României.

## Carieră

#### Juniorat
Roland Niczuly și-a început aventura în fotbal la vârsta de 9 ani în orașul natal pentru CSE Tg. Secuiesc. După numai un an se mută la juniorii lui FC Brașov fiind coleg de generație cu Rareș Enceanu, Florin Iacob și Alexandru Țuțu. Pregătirea, seriozitatea și efortul depus l-a adus în curtea Universității Cluj în 2010. După numai doi ani, în 2012, alături de o generație extraordinară a pus umărul la cucerirea titlului de Campioană Națională a juniorilor B, ținând poarta închisă atât în semifinala disputată împotriva Viitorului Constanța cât și în finala cu CS Liberty Salonta.În 2014, Niczuly a bifat o nouă finală a Campionatului Național, dedicată la acea vreme jucătorilor sub 19 ani (juniori “A”), dar pierdută, însă, la limită, în fața Viitorului Constanța (0-1).

##### Universitatea Cluj
În sezonul 2014/2015 a fost împrumutat la Unirea Tărlungeni, unde a debutat în liga secundă împotriva Oltului Slatina pe 30 august 2014. După un sezon în care a aparat poarta Unirii în 26 de partide, terminând, împreună cu echipa, pe locul 2 al ligii secunde și a evoluțiilor remarcabile  s-a întors la Universitatea Cluj pentru sezonul 2015/2016. A debutat în prima echipă a Universitatii în data de 29 august 2015, îndeplinindu-și un vis, practic, într-un meci împotriva Chindiei Târgoviște ținând poarta intactă.

## Palmares

### Juniori
Universitatea Cluj
- Campionatul României U-17
  - Locul 1: 2011-2012[7]
- Campionatul României U-19
  - Locul 2: 2013-2014[8]

Sepsi Sfântu Gheorghe
- Cupa României
  -  Câștigătoare (2): 2021–2022, 2022–2023[9]

România Under-18
- Turneul internațional "Roma Caput Mundi"
  - Locul 1: 2013[10]